# Список альбомов и синглов № 1 в Швейцарии 2009 года
Список синглов № 1 в Швейцарии в 2009 году (нем. Liste der Nummer-eins-Hits in der Schweiz 2009) включает синглы Швейцарии по итогам каждой из недель 2009 года. В нём учитываются наиболее продаваемые синглы (песни) исполнителей, как на физических носителях (лазерные диски, грампластинки, кассеты), так и в цифровом формате (mp3 и другие).